# 愛沙尼亞角石
愛沙尼亞角石（學名：Estonioceras），又名愛斯托尼角石，是一屬已滅絕的鸚鵡螺類。為愛沙尼亞角石科的模式屬。牠們生活在很深的水域，以觸手捕捉小動物為食。

## 特徵
愛沙尼亞角石擁有螺旋狀的外殼，盤捲得很鬆，旋環鄰近殼口處的生長方向與殼的其他部位不同，故與盤捲的部分分離。殼側面有生長線。殼中央有寬而淺的核心，體管長在旋環外部附近。

## 物種[2]
- Estonioceras imperfectum Quenstedt, 1845
- Estonioceras decheni (Remelé, 1880).

## 外部連結
- Estonioceras in the Paleobiology Database